# Hodně štěstí, Charlie
Hodně štěstí, Charlie (v anglickém originále Good Luck Charlie) je americký televizní sitcom, který měl premiéru 4. dubna 2010 a skončil 16. února 2014 na americkém Disney Channel a od 5. června 2010 do 24. srpna 2014 na české mutaci. Seriál vytvořil Phil Baker a Drew Vaupen, kteří chtěli vytvořit sitcom, který by apeloval na celou rodinu a ne pouze na děti.
Seriál se točí kolem rodiny Duncanových z Denveru, jak se snaží přizpůsobit a postarat se o čtvrté dítě Charlottu „Charlie“ Duncanovou (Mia Talerico) a pátého Tobyho Duncana. V každém díle natáčí jejich sestra Teddy Duncanová (Bridgit Mendler) své sestře video deník, který obsahuje rady, jak přežít život se svou rodinou a život jako teenager. Teddy se snaží Charlie ukázat, čím by si mohla projít až bude starší. Každý video deník Teddy (nebo někdo jiný z rodiny) zakončí názvem seriálu „Hodně štěstí, Charlie.“
Seriál měl premiéru na Disney Channel ve Spojených státech dne 4. dubna 2010. Dále je vysílán v Kanadě, kde byl uveden 5. dubna 2010, ve Spojeném království a Irsku, kde byl uveden 14. května 2010, Austrálii a Novém Zélandu, kde se dočkal premiéry 23. července 2010. V České republice je vysílán od 5. června 2010.
Celovečerní vánoční televizní Disney Channel film na motivy seriálu s názvem Hodně štěstí, Charlie: Film o velké cestě se začal připravovat v březnu 2011 a 2. prosince 2011 se představil v USA, kde byl uveden pod názvem Good Luck Charlie, It's Christmas nikoli pod evropským názvem Good Luck Charlie: The Road Trip Movie a o pár dní 17. prosince 2011 v Česku.
Seriál Hodně štěstí, Charlie získal druhou řadu, na které se začalo pracovat od srpna 2010 a v premiéře byla uvedena 20. února 2011 v USA a 10. září 2011 v Česku. V červnu 2013 Disney Channel oznámil, že čtvrtá řada je poslední. Hodinový finálový díl byl odvysílán 16. února 2014 v USA a 24. srpna 2014 v Česku. Od 3. února 2014 je seriál vysílán i na kanále České televize - ČT :D.

## Příběh
Seriál se soustředí na rodinu Duncanových, kteří se snaží přizpůsobit svému čtvrtému dítěti Charlotte „Charlie“ Duncanové (Mia Talerico). Když se rodiče Amy (Leigh-Allyn Baker), zdravotní sestra a Bob (Eric Allan Kramer), deratizátor vrací zpátky do práce, žádají své tři starší děti — PJ (Jason Dolley), Teddy (Bridgit Mendler) a Gabe (Bradley Steven Perry) — o pomoc při hlídání své malé sestry. Současně se Teddy, PJ a Gabe snaží vypořádat se školou a typickými problémy v jejich životě.
Události každé epizody se stávají materiálem pro video deník, který Teddy dělá pro svou mladší sestru. Teddy doufá, že videa budou mladší sestře poskytovat užitečné rady až vyroste a Teddy se odstěhuje z domu. Na konci vždy Teddy (a nebo kdokoliv jiný z obsazení) řekne „Hodně štěstí, Charlie“, nebo nějak jinak řečeno či myšleno jako přání hodně štěstí Charlie.
Během filmu Amy prozradila Teddy, poté ostatním, že čeká páté dítě, jak se mu snaží přizpůsobit už není zahrnuto do filmu, ale do následující třetí série. Ve třetí sérii Amy porodí chlapečka jménem Toby.[zdroj?]

## Postavy

### Hlavní postavy
- Bridgit Mendler jako Teddy Duncanová (český dabing: Klára Jandová)
- Jason Dolley jako PJ Duncan (český dabing: Vojtěch Hájek)
- Bradley Steven Perry jako Gabe Duncan (český dabing: Jiří Köhler)
- Mia Talerico jako Charlie Duncanová (český dabing: Eva Malá)
- Leigh-Allyn Baker jako Amy Duncanová (český dabing: Vlasta Žehrová)
- Eric Allan Kramer jako Bob Duncan (český dabing: 1.-3. série Martin Zahálka, 4. série Libor Terš)

### Ostatní postavy
| - Logan Moreau jako Toby Duncan (český dabing: X) - Raven Goodwin jako Ivy Wentzová (český dabing: Nikola Votočková) - Shane Harper jako Spencer Walsh - Micah Williams jako Emmett - Patricia Belcher jako paní Dabneyová (český dabing: Daniela Bartáková) - Ericka Kreutz jako Debbie Dooleyová - Luke Benward jako Beau Landry - G. Hannelius jako Jo (český dabing: Jindřich Žampa) - Ellia English jako Mary Lou Wentzová (český dabing: Eva Spoustová) - William Allen Young jako Harry Wentz | - Samantha Boscarino jako Skyler - Tucker Albrizzi jako Jake - Jaylen Barron jako Lauren Dabneyová - Brooke Dillman jako Karen - Cyrina Fiallo jako Vonnie - Kevin Covais jako Victor - David Arnott jako Mitch - Shirley Jones jako Linda Duncanová - Dan Desmond jako Bert Doogan - Jonathan Ryland jako šéfkuchař Wainwright |

## Epizody
| Řada | Díly | Premiéra v USA   | Premiéra v USA     | Premiéra v ČR (Disney) | Premiéra v ČR (Disney) | Premiéra v ČR (ČT:D) | Premiéra v ČR (ČT:D) |
| Řada | Díly | První díl        | Poslední díl       | První díl              | Poslední díl           | První díl            | Poslední díl         |
| ---- | ---- | ---------------- | ------------------ | ---------------------- | ---------------------- | -------------------- | -------------------- |
| 1    | 26   | 4. dubna 2010    | 30. ledna 2011     | 5. června 2010         | 14. června 2011        | 3. února 2014        | 10. března 2014      |
| 2    | 30   | 20. února 2011   | 27. listopadu 2011 | 10. září 2011          | 24. listopadu 2012     | 11. března 2014      | 21. dubna 2014       |
| Film | Film | 2. prosince 2011 | 2. prosince 2011   | 17. prosince 2011      | 17. prosince 2011      | 29. prosince 2014    | 29. prosince 2014    |
| 3    | 23   | 6. května 2012   | 20. ledna 2013     | 12. ledna 2013         | 30. října 2013         | 24. března 2015      | 23. dubna 2015       |
| 4    | 21   | 28. dubna 2013   | 16. února 2014     | 10. listopadu 2013     | 24. srpna 2014         | 24. dubna 2015       | 22. května 2015      |

## Vývoj a výroba
Pilotní díl „Rande“ seriálu byla natočena v únoru 2009 v Sunset Bronson Studios (zde se také natáčel seriál Hannah Montana), následující rok se seriál dostal do televize. Seriál se natáčel v Sunset Bronson Studios v Los Angeles i přesto, že se děj seriálu odehrává v Denveru v Coloradu. Od druhé řady se seriál začal natáčet v Los Angeles Center Studios, společně se seriálem Na parket!. Seriál pracoval podle týdenního plánu. Scénář nového dílu byl vydán v pondělí před čtením, poté ve středu následovala zkouška a konečný scénář byl vydán ve čtvrtek a v pátek se začal díl natáčet před živým publikem. Podle Mendlerové: "díly jsou někdy příliš velké nato, aby se natáčely před živým publikem, a tak se točí bez něho, většinou je součástí živé publikum.
Hodně štěstí, Charlie byl vytvořen Philipem Bakerem a Drewem Vaupenem, kteří spolu v televizní branži pracují již od 1993, počínaje Správná Susan až po Sonny ve velkém světě. Pánové chtěli vytvořil seriál, který by apeloval na celou rodinu, než aby se zaměřil pouze na děti. Inspirací pro ně byly seriály jako Plný dům nebo George Lopez, které pravidelně sledovalo i mladé publikum. „Chtěli jsme udělat show o rodině, přivést zpět rodinný sitcom o skutečné rodině, ne o čarodějích, o popové hvězdě či o někom v TV show,“ řekl Vaupen s odkazem na Kouzelníky z Waverly, Hannah Montanu a Sonny ve velkém světě.
Spisovatel a producent Dan Staley (Na zdraví) se později připojil k seriálu jako výkonný producent. Šéf Disney Gary Marsh se k Staleymu vyjádřil: „Protože většina televizí opustila tradiční situační komedii, byl Disney schopný sehnat spoustu zkušených lidí za kameru včetně výkonného producenta Dana Staleyho...“

### Název seriálu
Obavy měl Disney Channel při výběru jména postav a názvu seriálu. „Chceš název, který říká a) je to sitcom, b) je to něco, co vás bude zajímat, na druhou stranu se také snažíme rozšířit značku Disney jinam než mezi holky,“ okomentoval Vaupen. Původní název měl být Love, Teddy, fráze, kterou Teddy používá na konci video deníku. Nicméně, „Love, Teddy působil feminizovaně a téměř vylučoval chlapce,“ řekl Vaupen. „Také jsme nechtěli, aby název obsahoval slovo dítě, což by také vylučovalo část lidí.“ Duncanovic dítě se mělo původně jmenovat „Daisy,“ během vývoje se však producenti rozhodli změnit jméno na „Charlie,“ protože si mysleli, že díky úspěchu jména mezi chlapci, dokáže přilákat také chlapce.

### Casting
Obsazení muselo být vybráno, tak aby společně tvořilo chemii, která ukáže rodinnou dynamiku. Bonnet řekl Disney o Bridgit Mendlerové, do které byl téměř „zamilovaný,“ aby se ujala role Teddy Duncanové. „Má všechny atributy pro Disney hvězdu,“ řekl Bonnet. Mendlerová poprvé o seriálu slyšela v listopadu 2008. Po několika konkurzech a čtených zkouškách, se v lednu 2009 stala součástí obsazení. Medlerová a Jason Dolley, který hraje jejího staršího bratra PJ, hráli již v předchozích Disney seriálech a filmech, než se stali součástí Hodně štěstí, Charlie; Mendlerová se objevila ve vedlejší roli v seriálu Kouzelníci z Waverly a Dolley hrál v Cory in the House a v několika Disney televizních filmech. Také Eric Allan Kramer, vystupující jako otec Bob Duncan, a Leigh-Allyn Bakerová, hrající matku Amy Duncanovou, hostovali v předchozích projektech Disney Channelu. Kramer a Bakerová se objevili každý v jednom z dílů seriálu Jmenuju se Earl na televizi NBC. Oba spolu hráli v díle seriálu Will a Grace s názvem Sour Balls. Bakerová se nechala slyšet, že Disney „přemlouval, aby na chvíli ztvárnila mámu,“ ale ona se vždycky cítila být příliš mladá. „Mám trochu pocit, hele, víš co? Když jsem udělal tohle, budu už mít skutečně věk, jak všichni myslí, hrát tuhle roli.“ Bakerová byla v době konkurzu na roli sama v devátém měsíci těhotěnství.
Mia Talerico - Jak je to u většiny seriálu, které obsadili dětské herce, chtěli producenti Hodně štěstí, Charlie do role Charlie Duncanové obsadil dvojčata. Obsazení dvou dětí by totiž umožnilo pracovat více pracovních dní, aniž by se porušilo dětské pracovní právo, a také možnost nahrazení jednoho dítěte za druhé, při absenci jednoho z nich. Nicméně, tvůrci byli při hledání dvojčat neúspěšní a rozhodli se obsadil Miu Talerico. Marsh řekl, že při obsazení Talerico, která byla v době konkurzu stará teprve devět měsíců, bylo mnoho obav: „Je to jako létání bez sítě. Může mít špatný den a my nemůžeme natáčet, a to nás bude stát několik desítek tisíc dolarů. Naštěstí je to nejvíce poslušný herec, se kterým jsem, kdy pracoval.“

## Recenze
Premiéra seriálu získala pozitivní hodnocení. Robert Lloyd z The Los Angeles Time popsal seriál jako „profesionální sitcom od profesionálů sitcomů“ s účinnými vtipy a typickými sitcomovými charaktery a situacemi. Neal Justin ze Star Tribune uvedl: „těžká fraška, typický sitcomový smích" neměl žádné vyvážené kvality a nebylo to nic jiného než: sedativa na půl hodiny pro vaše jedenáctileté děti.“ Rob Owen z Pittsburgh Post-Gazette řekl, že Hodně štěstí, Charlie apeloval spíše na dospělé než na děti. „Rodiče viděli stejný druh seriálu jako ten, který dříve zpracovala ABC v TGIF slotu mnohem lépe,“ napsal Owen. Opak řekl Brian Lowry z Variety: „Seriál byl překvapivým, osvěžujícím návratem TGIF od ABC, stejný styl situačních komedií.“ Také poznamenal, že seriál byl čilý a příjemně manipulovatelný.

### Sledovanost
Premiéru sledovala celkem 4,7 milionů diváků, což byla nejsledovanější premiéra mezi původními Disney Channel seriály od premiéry Sladkého života na moři v roce 2008 a nejlépe hodnocený seriál na kabelovce v daném týdnu.
Dne 24. června 2012 se stal díl „Slavný den“ nejsledovanějším dílem seriálu, když ho sledovalo 7,48 milionů diváků, překonal tak díl „Ve vzduchu je láska (Část 1),“ který sledovalo jen 7,24 milionů diváků. Díl nepřekonal ani odvysílaný speciál „Good Luck Jessie: NYC Christmas“, který sledovalo jen 5,8 milionů diváků.
Po ukončení seriálu zůstal nejsledovanějším dílem „Slavný den“ s 7,5 miliony diváků a nejméně sledovaným dílem je „Obvyklý podezřelý,“ který si nenechalo při premiéře ujít 1,9 milionů diváků.

## Hudba
Titulní písní seriálů je skladba „Hang in There Baby.“ „I'm Gonna Run to You,“ na které se také podílela Bridgit Mendlerová byla použita v televizním filmu Hodně štěstí, Charlie: Film o velké cestě. Píseň „You're Something Beautiful“ zazněla v hodinovém speciálu třetí řady „Slavný den,“ a „My Song for You“ zazněla v prvním vánočním díle „Vánoce u Duncanů.“ První tři písně nazpívala sama herečka Bridgit Mendlerová, zatímco čtvrtou píseň z vánočního dílu nazpívala s Shanem Harperem jako duet.

## Film
Hodně štěstí, Charlie: Film o velké cestě také známý jako Good Luck Charlie, It's Christmas je vánoční film založený na seriálu. Film měl premiéru 2. prosince 2011 v Americe a 17. prosince 2011 v Česku. Film režíroval Arlene Sanford a scénář napsal Feoff Rodkey. Originální Disney Channel film sleduje rodinu Duncanových na cestě k Amyiným rodičům, kde plánují oslavit Vánoce.

## Indická adaptace
V Indii vznikla adaptace s názvem Best of Luck Nikki, která měla na Disney Channel v Indii premiéru 3. dubna 2011. Seriál je založen na stejným principu jako Hodně štěstí, Charlie - díly mají stejný děj s menšími úpravami. Seriál můžeme považovat za indickou kopii Hodně štěstí, Charlie. V roli Dolly Singhové (kopie Teddy Duncanové) vystupuje indická herečka Sheena Bajaj.

## Vysílání
Seriál se vysílá po celém světě na stanici Disney Channel. V Kanadě měl seriál premiéru 5. dubna 2010 a pokračoval 14. května 2010. V Austrálii a na Novém Zélandu se poprvé objevil 14. května 2010 a premiéru měl 23. července 2010. Ve Spojeném království a v Irsku se seriál představil 12. června 2010. Dne 14. srpna 2010 se seriál představil v Singapuru, Malajsii a na Filipínách.